# Калифорнийская щитовка
Калифорнийская щитовка (Quadraspidiotus perniciosus) — насекомое семейства щитовок. Вредитель сельского хозяйства, повреждает около 270 видов растений из 85 семейств. Основные повреждаемые культуры: яблоня, груша, абрикос, айва, вишня, боярышник, грецкий орех, миндаль, персик, слива, черешня, акация, сирень, ива, кизил, липа, тополь, розы, хмель.

## Распространение
Вид родом с Дальнего Востока России, северо-восточного Китая, севера Корейского полуострова. Его завезли вместе с растениями-хозяевами в Европу, Северную и Южную Америку, Африку, Азию, Австралию, Новую Зеландию, другие острова. Населяют территории с умеренным и субтропическим климатом. В настоящее время распространён на всех континентах. В Европе вид заселил южную её половину, до 2018 года отсутствовал в Бельгии, Великобритании, странах Прибалтики, Скандинавских странах; в России распространен на юге, севернее найден в Московской области.

## Морфология
Щиток самки — 1,5-2,0 мм, круглый, серовато-коричневый или чёрный, две личиночные шкурки расположены в центре; тело — лимонно-желтое, широкоовальное, суженное к пигидию, сбоку на передногрудке есть круглое склеротизованое пятно. Щиток самца-серовато-коричневый, удлиненный до 1,0 мм.

## Биология
Щитовка повреждает все надземные органы дерева. На коре (в начале июня) и на плодах (в середине июня) через 24 часа после присасывания личинок появляются красные пятна. Личинки заселяют скелетные ветви, ствол и верхушки побегов, вызывают растрескивание и отмирание коры, преждевременное опадание листьев, уменьшение приростков, искривление и засыхание побегов, в результате чего измельчается и деформируются плоды. Если не применять защитных мероприятий, то толщина сплошного слоя щитков вредителя иногда может составлять до 3 мм, и, как следствие, дерево может полностью погибнуть.
Зимует личинка первого возраста под черным щитком. Вредитель обладает высокой плодовитостью (от 50 до 400 личинок), производит большое число поколений за сезон (до 4 и выше), повреждает значительное количество видов растений. У этих насекомых высокая экологическая пластичность: щитовка переносит существенные колебания температуры (от - 40...-50 до +45 °С) и влажности (от 30 до 90 %).

## Способы переноса и распространения
Переносятся с одеждой, обувью людей, с орудиями труда, с посадочным и щепным материалом. «Бродяжки» переползают через ветви с деревьев на деревья, кроны которых смыкаются. Фитосанитарные меры направлены на недопущение завоза вредителя из очагов распространения. С этой целью запрещается перевозка посадочного и прививочного материала плодовых культур, плодов, а также повреждённых растений с пораженных щитовкой территорий. При поступлении импортного посадочного и прививочного материала проводят карантинный осмотр. Карантинное обследование насаждений проводят трижды: весной в период цветения деревьев; летом в начале июля; осенью в сентябре.
Степень повреждения плодовых культур в различных географических зонах неодинакова, но яблоня повсюду является наиболее повреждаемой культурой.
Щитовка селится значительными колониями на стволах, ветвях, листьях и плодах. Она истощает деревья, приводит к растрескиванию и отмиранию коры, преждевременному листопаду, уменьшению прироста и засыханию побегов, плоды деформируются и становятся мелкими. На плодах и молодых побегах в местах повреждения появляются характерные красные пятна.

## Борьба
Фитосанитарный контроль и лабораторную экспертизу проводят при поступлении импортного посадочного и прививочного материала. Запрещается ввоз зараженного посадочного материала. При обнаружении вредителя проводится обеззараживание посадочного материала с обязательной проверкой эффективности обеззараживания. Проводится тщательное ежегодное обследование всех насаждений с помощью феромонных ловушек в садах и питомниках. Также нужно проводить очистку деревьев от отмершей коры, прореживание кроны деревьев, удаление сухих веток, уничтожение прикорневой и кустарниковой поросли вокруг стволов, в междурядьях и на обочинах дорог, уничтожение растительных остатков. В борьбе с калифорнийской щитовкой также применяются инсектициды.